# Aubigny (Somme)
Aubigny település Franciaországban, Somme megyében. Lakosainak száma 516 fő (2022. január 1.). Aubigny Corbie, Blangy-Tronville, Cachy, Daours, Fouilloy és Villers-Bretonneux községekkel határos.

## Népesség
A település népességének változása:
| Lakosok száma | 439  | 455  | 484  | 505  | 534  | 538  | 544  | 530  | 516  |
|               | 2013 | 2015 | 2016 | 2017 | 2018 | 2019 | 2020 | 2021 | 2022 |